# エア・トランザット961便事故
エア・トランザット961便事故（エア・トランザット961びんじこ）は、2005年3月6日に発生した航空事故である。ファン・グアルベルト・ゴメス空港発ケベック・ジャン・ルサージ国際空港行きだったエア・トランザット961便（エアバスA310-308）の方向舵が疲労破壊により飛行中に脱落した。パイロットはファン・グアルベルト・ゴメス空港への緊急着陸に成功し、乗員乗客271人は全員無事だった。2018年10月時点で事故機は、エア・トランザットで運用されている。
調査の結果、方向舵の検査手順が適切ではなかったと結論付けられた。事故後、機体の複合構造への検査手順が変更された。

## 事故の経緯
961便はEST2時48分にファン・グアルベルト・ゴメス空港を離陸した。機体は巡航高度の35,000フィート (11,000 m)に達し、客室乗務員が機内サービスを開始した。3時02分に機体が突然激しく揺れ、ダッチロールに陥り上昇し始めた。パイロットはフォートローダーデール・ハリウッド国際空港へ緊急着陸を行おうとしたが、エア・トランザットのオペレーションセンターはファン・グアルベルト・ゴメス空港へ引き返すことを勧めた。コックピットでは警報は何も作動しておらず、方向舵やヨーダンパーに問題があると考えられた。4時19分に961便は緊急着陸に成功した。駐機場でパイロットらは外部点検を行った。それにより、垂直尾翼から方向舵が脱落していることに気付いた。

## 事故調査
異常が発生してから着陸するまでの時間が長かったため、フライトデータレコーダーとコックピットボイスレコーダーは問題が起きた瞬間のデータを記録していなかった。調査委員会は事故機の方向舵に疲労亀裂が生じ、飛行中に方向舵が脱落したと結論付けた。A310の尾部は、疲労の成長を食い止めるような構造にはなっていなかった。
カナダ交通安全委員会は、複合材料を用いていたA310の方向舵検査が不十分であったと結論付けた。そのため、方向舵自体の耐久強度も疑問視された。961便の事故は、エアバスA300-600/-600RやエアバスA310の方向舵の問題について警鐘を鳴らす契機となった。

## 事故後

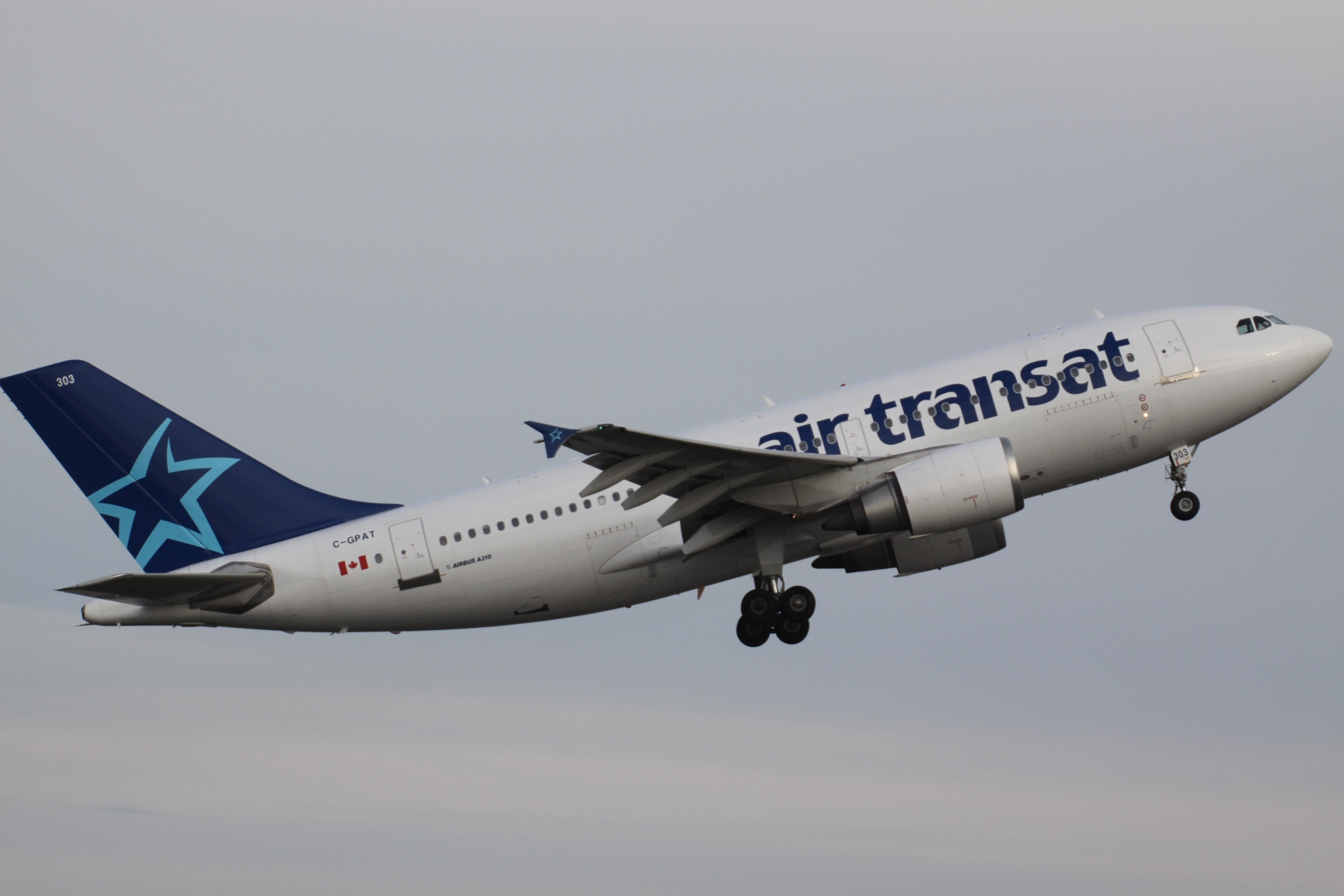
2010年に撮影された事故機

事故機は2018年10月現在もエア・トランザットに在籍している。